# آوگوست بلوم
آوگوست بلوم (انگلیسی: August Blom؛ ۲۶ دسامبر ۱۸۶۹ – ۱۰ ژانویه ۱۹۴۷) هنرپیشه و کارگردان اهل کشور دانمارک بود. وی در زمان دوران طلایی سینمای دانمارک فعالیت می‌کرد.